# كيفن ويلسون (لاعب كرة قدم)
كيفن ويلسون (بالإنجليزية: Kevin Wilson)‏ (13 سبتمبر 1976 بجامايكا - ) هو لاعب كرة قدم جامايكي في مركز الهجوم. شارك مع منتخب جامايكا لكرة القدم. أما مع النوادي، فقد لعب مع إمباكت مونتريال وأرنيت جاردنز.

## وصلات خارجية
- كيفن ويلسون على موقع قاعدة بيانات كرة القدم.إي يو (الإنجليزية)
- كيفن ويلسون على موقع ناشيونال فوتبول تيمز (الإنجليزية)